# Pokój (film)
Pokój (ang. Room, 2015) – brytyjsko-amerykańsko-irlandzko-kanadyjski dramat filmowy w reżyserii Lenny'ego Abrahamsona. Ekranizacja powieści pod tym samym tytułem pióra Emmy Donoghue. Zdjęcia kręcono w Toronto.
Światowa premiera filmu odbyła się 4 września 2015 roku, podczas Telluride Film Festival. Następnie film został zaprezentowany w sekcji „Special Presentations” 40. Międzynarodowego Festiwalu Filmowego w Toronto. 
Polska premiera filmu nastąpiła 16 października 2015 roku, w ramach 31. Warszawskiego Międzynarodowego Festiwalu Filmowego, na którym obraz otrzymał nagrodę publiczności dla filmu fabularnego. Następnie film wyświetlany był z dniem 15 listopada 2015 podczas 23. Międzynarodowego Festiwalu Sztuki Autorów Zdjęć Filmowych Camerimage w Bydgoszczy.

## Obsada
- Brie Larson jako Joy "Ma" Newsome
- Jacob Tremblay jako Jack Newsome
- Joan Allen jako Nancy Newsome
- William H. Macy jako Robert Newsome
- Sean Bridgers jako Stary Nick
- Tom McCamus jako Leo
- Amanda Brugel jako Oficer Parker
- Joe Pingue jako Oficer Grabowski
- Megan Park jako Laura
- Cas Anvar Jako Doktor Mittal
- Wendy Crewson jako Prowadząca talk show

i inni

## Fabuła
24-letnia Joy i jej pięcioletni syn Jack mieszkają w nędznej szopie, którą nazywają „pokojem” (ang. Room). Dzielą łóżko, toaletę, wannę, telewizor i małą kuchnię. Jedynym oknem w szopie jest świetlik. Joy i Jack są przetrzymywani przez mężczyznę, którego nazywają Stary Nick. Jest on biologicznym ojcem Jacka, który porwał Joy siedem lat wcześniej i rutynowo ją gwałci, podczas gdy Jack śpi w szafie. Joy próbuje zachować optymizm dla syna, ale czasami ulega depresji i cierpi na skutek niedożywienia. Przekonuje Jacka, że świat istnieje tylko w „pokoju”, którego zawartość jest „prawdziwa”, podczas gdy reszta świata istnieje tylko w telewizji.
Stary Nick informuje Joy, że stracił pracę i grozi, że może nie być w stanie utrzymywać ich w przyszłości. Joy postanawia powiedzieć Jackowi o świecie zewnętrznym, na co chłopiec reaguje z niedowierzaniem. Joy instruuje Jacka, aby udawał gorączkę, mając nadzieję, że Stary Nick zabierze go do szpitala, ale mężczyzna obiecuje przywieźć antybiotyki.
Joy zawija Jacka w dywan i każe mu udawać martwego, w nadziei, że wtedy Stary Nick zabierze go na zewnątrz. Stary Nick daje się przekonać, że dziecko nie żyje i umieszcza Jacka z tyłu swojego pickupa. Chociaż Jack jest oszołomiony swoją pierwszą ekspozycją na zewnętrzny świat, wyskakuje z przejeżdżającego przez dzielnicę mieszkaniową samochodu i uciekając wpada na przechodnia. Stary Nick porzuca chłopca i odjeżdża. Dzięki wskazówkom Jacka policja odnajduje jego matkę, po czym oboje trafiają do szpitala.
Joy dowiaduje się, że jej rodzice rozwiedli się, a matka ma nowego partnera, Leo. Wraca z Jackiem do swojego rodzinnego domu, gdzie jej matka mieszka z Leo. Ojciec Joy nie potrafi zaakceptować Jacka i wyjeżdża. Jack początkowo z trudem dostosowuje się do życia w nowym, większym świecie. Jest nieufny, rozmawia tylko z matką i wyraża chęć powrotu do „pokoju”. Joy ogląda w telewizji reportaż o aresztowaniu Starego Nicka. Zmaga się z narastającym gniewem i depresją, kłóci się z matką i reaguje złością w przeprowadzanym z nią osobistym wywiadzie telewizyjnym. Ostatecznie podejmuje samobójczą próbę i trafia do szpitala.
Jack zaczyna oswajać się ze swoim nowym życiem. Nawiązuje kontakt z rodziną i psem, bawi się z chłopcem w swoim wieku. Postanawia po raz pierwszy ściąć swoje długie włosy, aby wysłać je mamie i dodać jej sił w szpitalu. Joy wraca do domu i dziękuje Jackowi za ponowne uratowanie życia.
Na prośbę Jacka eskortowani przez policję odwiedzają „pokój”. Jack uważa, że „pokój” się skurczył i z otwartymi drzwiami stał się innym miejscem. Jack i Joy żegnają się z „pokojem” i odchodzą.

## Odbiór

### Box office
Budżet filmu jest szacowany na 13 milionów dolarów. W Stanach Zjednoczonych i Kanadzie film zarobił 14,7 mln USD. W innych krajach przychody wyniosły 20,7 mln, a łączny przychód z biletów 35,4 miliona dolarów.

### Krytyka w mediach
Film spotkał się z dobrą reakcją krytyków. W serwisie Rotten Tomatoes 93% z 303 recenzji jest pozytywne, a średnia ocen wyniosła 8,46/10. Na portalu Metacritic średnia ocen z 43 recenzji wyniosła 86 punktów na 100.

### Nagrody i nominacje
88. ceremonia wręczenia Oscarów
- nagroda: najlepsza aktorka pierwszoplanowa − Brie Larson
- nominacja: najlepszy film − Ed Guiney
- nominacja: najlepsza reżyseria − Lenny Abrahamson
- nominacja: najlepszy scenariusz adaptowany − Emma Donoghue

73. ceremonia wręczenia Złotych Globów
- nagroda: najlepsza aktorka w filmie dramatycznym − Brie Larson
- nominacja: najlepszy film dramatyczny
- nominacja: najlepszy scenariusz − Emma Donoghue

69. ceremonia wręczenia nagród Brytyjskiej Akademii Filmowej
- nagroda: najlepsza aktorka pierwszoplanowa − Brie Larson
- nominacja: najlepszy scenariusz adaptowany − Emma Donoghue

22. ceremonia wręczenia nagród Gildii Aktorów Ekranowych
- nagroda: wybitny występ aktorki w roli pierwszoplanowej − Brie Larson
- nominacja: wybitny występ aktora w roli drugoplanowej − Jacob Tremblay

31. ceremonia wręczenia Independent Spirit Awards
- nagroda: najlepsza główna rola żeńska − Brie Larson
- nominacja: najlepszy pierwszy scenariusz − Emma Donoghue
- nominacja: najlepszy montaż − Nathan Nugent

20. ceremonia wręczenia Satelitów
- nominacja: najlepszy film roku
- nominacja: najlepszy reżyser − Lenny Abrahamson
- nominacja: najlepszy scenariusz adaptowany − Emma Donoghue
- nominacja: najlepsza aktorka filmowa − Brie Larson

29. ceremonia wręczenia Europejskich Nagród Filmowych
- nominacja: Najlepszy Europejski Film − Lenny Abrahamson
- nominacja: Najlepszy Europejski Scenarzysta − Emma Donoghue

31. Warszawski Międzynarodowy Festiwal Filmowy
- nagroda: Nagroda Publiczności − Film fabularny